# Ripín
Ripín är en kulle i Antarktis. Den ligger i Sydshetlandsöarna. Argentina, Chile och Storbritannien gör anspråk på området.
Terrängen runt Ripín är platt åt sydväst, men åt sydost är den kuperad. Havet är nära Ripín västerut. Trakten är glest befolkad. Närmaste befolkade plats är Maldonado Station, 11,1 kilometer söder om Ripín. 